# Starksboro
Starksboro és una població dels Estats Units a l'estat de Vermont. Segons el cens del 2000 tenia 1.898 habitants.

## Demografia
Segons el cens del 2000, Starksboro tenia 1.898 habitants, 668 habitatges, i 488 famílies. La densitat de població era de 16,1 habitants per km².
Dels 668 habitatges en un 42,8% hi vivien nens de menys de 18 anys, en un 59,1% hi vivien parelles casades, en un 8,2% dones solteres, i en un 26,8% no eren unitats familiars. En el 17,8% dels habitatges hi vivien persones soles el 4,6% de les quals corresponia a persones de 65 anys o més que vivien soles. El nombre mitjà de persones vivint en cada habitatge era de 2,84 i el nombre mitjà de persones que vivien en cada família era de 3,26.
Per edats la població es repartia de la següent manera: un 30,6% tenia menys de 18 anys, un 6,9% entre 18 i 24, un 34,4% entre 25 i 44, un 22,3% de 45 a 60 i un 5,8% 65 anys o més.
L'edat mediana era de 34 anys. Per cada 100 dones de 18 o més anys hi havia 100,8 homes.
La renda mediana per habitatge era de 44.559 $ i la renda mediana per família de 46.771 $. Els homes tenien una renda mediana de 31.424 $ mentre que les dones 23.828 $. La renda per capita de la població era de 17.688 $. Entorn del 6,9% de les famílies i el 9,8% de la població estaven per davall del llindar de pobresa.